# Nitscha
Nitscha là một đô thị thuộc huyện Weiz thuộc bang Steiermark, nước Áo. Đô thị Nitscha có diện tích 14,12 km², dân số thời điểm cuối năm 2005 là 1395 người.